# Nicolas Berger
Nicolas Berger d'Hoffschmidt, né à Roodt-sur-Syre (Département des Forêts, France), le 2 janvier 1800 et décédé à Arlon, Belgique, le 8 avril 1883 fut un homme politique belge francophone libéral.
Il est membre de la famille d'Hoffschmidt.

## Biographie
Né dans le département des Forêts de la Première République française, Nicolas Berger fut reçu docteur en droit en 1822, puis avocat à Luxembourg, alors dans le grand-duché de Luxembourg. Il fut nommé juge de paix du canton de Luxembourg en 1829.
Après la participation luxembourgeoise à la révolution belge de 1830 et l'annexion du grand-duché de Luxembourg à la Belgique, il siège au Congrès national pour le district d’Arlon, à la Chambre des représentants, comme député,, du district de Luxembourg, de 1831 à 1839.
Par la suite, il devint successivement juge, juge d’instruction, vice-président (1832), et le 31 juillet 1837, président du tribunal de première instance d’Arlon. Le 5 juillet de la même année, il fonde la Société d'Industrie luxembourgeoise (lb), société anonyme créée par la Banque de Belgique avec un capital de 5 000 000 de francs belges le but de redynamiser l'industrie et tout particulièrement l'industrie métallurgique et sidérurgique dans ce qui était alors la province de Luxembourg.
Il fut membre de la Commission des Limites créée en exécution du traité des XXIV articles afin de mettre en œuvre la scission du grand-duché de Luxembourg et l'un des signataires du traité de Maastricht de 1843, réglant les contentieux territoriaux autour de la frontière entre la Belgique et les Pays-Bas.
Il exerça ses fonctions de magistrat jusqu’en 1868.

## Postérité
- Une rue d'Arlon porte son nom.